# Stearynian sodu
Stearynian sodu (oktadekanian sodu) – organiczny związek chemiczny, sól sodowa kwasu stearynowego, główny składnik różnych typów mydeł, głównie pochodzenia zwierzęcego. Jest stosowany m.in. do wyrobu dezodorantów, farb lateksowych czy tuszy.

## Zastosowanie
Stearynian sodu jest składnikiem mydeł. Sól ta ma zarówno część hydrofobową, jak i hydrofilową, dzięki czemu pomaga w tworzeniu miceli i lipofilowego środowiska dla hydrofobowych związków. Jest także stosowany w farmacji jako środek powierzchniowo czynny.

## Otrzymywanie
Stearynian sodu otrzymuje się w procesie zmydlania tłuszczów:
(C
17H
35COO)
3C
3H
5 + 3NaOH → C
3H
5(OH)
3 + 3C
17H
35COONa
Tłuszcze zwierzęce nie zawierają jednak tylko jednego rodzaju kwasu tłuszczowego, a ich mieszaninę. W celu uzyskania czystego stearynianu sodu działa się wodorotlenkiem sodu na kwas stearynowy.